# 國王代表
國王代表（英語：King's Representative）是紐西蘭君主查理三世在库克群岛总督的正式头衔。國王代表职位由《库克群岛宪法》所设立；该职位由國王任命，任期为三年，但可无限制连任。當紐西蘭君主為女性時，總督的頭銜即為女王代表（英語：Queen's Representative）。
國王代表在英联邦王国西敏制体系里所担任的角色通常是总督；他既是君主代表，又是名义上的政府首脑。他事实上由总理和内阁任命， 并担任库克群岛行政委员会主席； 但其在履行职责时需听从相关阁员之建议。他亦任命酋長院成員，並作為非正式的上議院去提供咨詢。
最初这些职责由新西兰驻库克群岛高级专员所履行，但这些权力在1982年被归还给库克群岛政府。 但是新西兰总督依然代表君主处理整个与新西兰王国整体有关的事务。

## 历任代表
| 届次 | 姓名                    | 任期           | 任期           | 任期        | 在任君主     | 在任总理      |
| 届次 | 姓名                    | 上任日期       | 离任日期       | 在任任期    | 在任君主     | 在任总理      |
| ---- | ----------------------- | -------------- | -------------- | ----------- | ------------ | ------------- |
| 1    | 加文·多恩               | 1982年         | 1984年9月18日  | 2年又258天  | 伊丽莎白二世 | 托马斯·戴维思 |
| 1    | 加文·多恩               | 1982年         | 1984年9月18日  | 2年又258天  | 伊丽莎白二世 | 杰弗里·亨利   |
| 1    | 加文·多恩               | 1982年         | 1984年9月18日  | 2年又258天  | 伊丽莎白二世 | 托马斯·戴维思 |
|      | 格雷厄姆·斯佩特（代理） | 1984年9月18日  | 1984年12月19日 | 93天        | 伊丽莎白二世 |               |
| 2    | 汤加罗亚·汤加罗亚       | 1984年12月19日 | 1990年12月19日 | 6年又1天    | 伊丽莎白二世 |               |
| 2    | 汤加罗亚·汤加罗亚       | 1984年12月19日 | 1990年12月19日 | 6年又1天    | 伊丽莎白二世 | 普普克·罗巴蒂 |
| 2    | 汤加罗亚·汤加罗亚       | 1984年12月19日 | 1990年12月19日 | 6年又1天    | 伊丽莎白二世 | 杰弗里·亨利   |
| 3    | 阿佩内拉·肖特           | 1990年12月19日 | 2000年11月14日 | 9年又327天  | 伊丽莎白二世 |               |
| 3    | 阿佩内拉·肖特           | 1990年12月19日 | 2000年11月14日 | 9年又327天  | 伊丽莎白二世 | 乔·威廉姆斯   |
| 3    | 阿佩内拉·肖特           | 1990年12月19日 | 2000年11月14日 | 9年又327天  | 伊丽莎白二世 | 特雷派·毛阿特 |
|      | 劳伦斯·格雷戈（代理）   | 2000年11月14日 | 2001年2月9日   | 88天        | 伊丽莎白二世 |               |
| 4    | 弗雷德里克·图图·古德温  | 2001年2月9日   | 2013年7月27日  | 12年又169天 | 伊丽莎白二世 |               |
| 4    | 弗雷德里克·图图·古德温  | 2001年2月9日   | 2013年7月27日  | 12年又169天 | 伊丽莎白二世 | 罗伯特·伍顿   |
| 4    | 弗雷德里克·图图·古德温  | 2001年2月9日   | 2013年7月27日  | 12年又169天 | 伊丽莎白二世 | 吉姆·马鲁雷   |
| 4    | 弗雷德里克·图图·古德温  | 2001年2月9日   | 2013年7月27日  | 12年又169天 | 伊丽莎白二世 | 亨利·普纳     |
| 5    | 汤姆·马斯特斯           | 2013年7月27日  | 在任中         | 11年236天   | 伊丽莎白二世 |               |
| 5    | 汤姆·马斯特斯           | 2013年7月27日  | 在任中         | 11年236天   | 伊丽莎白二世 | 马克·布朗     |

### 脚注
1. ↑  参见《库克群岛宪法》第13款。[1]
2. ↑  参见《库克群岛宪法》第25款。[1]
3. ↑  参见《库克群岛宪法》第5款。[1]